# Aaron Burckhard
Aaron Burckhard (Oakland, 14 de novembro de 1963) é um músico norte-americano que foi o primeiro baterista recrutado para o grupo de rock de Kurt Cobain e Krist Novoselic que logo veio a ser conhecido como Nirvana. Burckhard fez parte dessa banda até dezembro de 1987. Burckhard não fazia mais parte do Nirvana quando a banda gravou sua primeira demo na Reciprocal Recording em Seattle em 23 de janeiro de 1988 (Dale Crover dos Melvins foi o substituto).

## Com o Nirvana
A bateria de Burckhard pode ser ouvida no primeiro disco do With the Lights Out do Nirvana. Ele tocou no primeiro show ao vivo da banda, que foi uma festa em uma casa em 1987 em Raymond, Washington. Ele também tocou bateria em uma transmissão de rádio do KAOS em 6 de maio de 1987.
A demissão de Burckhard supostamente veio como resultado de sua natureza volátil, que o impeliu a frequentes confrontos físicos com as pessoas. Uma reclamação adicional contra Burckhard era que ele não levava sua participação na banda tão a sério quanto Kurt Cobain queria. Burckhard freqüentemente faltava aos ensaios, o que enfurecia Cobain. A gota d'água ocorreu quando Burckhard teve o carro de Cobain apreendido após ser preso por dirigir sob o efeito do álcool.

## Pós-Nirvana
A partir de 2005, Burckhard tocou com a banda Attica. Em 2011, Burckhard, Clint Mullins e Mat Watson formaram a banda Screaming Sons of... Em 2013, ele se juntou a uma nova banda chamada Under Sin.